# ネイピア (駆逐艦・2代)
ネイピア (HMAS Napier, G97/D13/D297) は、オーストラリア海軍の駆逐艦。N級（嚮導艦）。艦名は19世紀のイギリス海軍軍人であったチャールズ・ネイピア (イギリス海軍)にちなむ。「ネイピア」の名を持つ艦としては3代目。

## 艦歴
ネイピアはスコットランド・ゴーヴァン（Govan）のフェアフィールド・シップビルディング・アンド・エンジニアリング社（Fairfield Shipbuilding and Engineering）で1939年7月26日に起工、1940年5月22日に進水し、1940年11月28日にイギリス海軍出身の艦長兼戦隊司令（Captain (D)）ステファン・ハリー・トルソン・アーリス（Stephen Harry Tolson Arliss）大佐の指揮の下就役した。ネイピアはオーストラリア海軍艦として就役し、乗員の多くもオーストラリア海軍所属であったたものの、艦の所有権自体はイギリス政府のままであった。就役後は本国艦隊第7駆逐艦戦隊（7th Destroyer Flotilla）で活動した。

### 1941年
公試完了後、1941年1月4日に準同型艦ケリー及び同型艦であるポーランド海軍のピオルンと共に仮装巡洋艦2隻を護衛したのを皮切りに、3月にかけてネイピアは北大西洋で複数の護衛任務を行った。またこの活動期間中には、ウィンストン・チャーチル首相、アメリカのハリー・ホプキンス特使、そしてハリファックス卿夫妻をスカパ・フローへ運ぶ任務にも就いている。
その後ネイピアは姉妹艦ネスターと共に地中海に配備されることになり、ジブラルタルとサイモンズタウンを経由しながら5月4日にアレキサンドリアで地中海艦隊に加わった。2日後の5月6日に、ネイピアは大規模な輸送作戦であるMD.4作戦（タイガー作戦）の護衛に参加する。
次いでネイピアはクレタ島の戦いに派遣された。5月20日、敵飛行場を空襲する空母フォーミダブル、戦艦クイーン・エリザベス、バーラムを準同型艦ジャーヴィスらと護衛。
クレタ島での戦況が絶望的になった5月28日、ネイピアは姉妹艦ニザムとケルヴィン、カンダハーと共に島からの撤退作戦に派遣された。ニザムが空襲による至近弾で損傷したものの、輸送は成功しネイピアは将兵296名と女性3名、子供2名、ギリシャ人と中国人各1名、水兵10名と犬1匹を避難させた。しかし30日に行われた輸送は難航し、機関故障を起こしたカンダハーと空襲で大きな被害を受けたケルヴィンが引き返さざるを得なくなった。ネイピアとニザムは、引き返した2隻が乗せるはずだった将兵を島に残していくことをよしとせず、ニザムが698名、ネイピアが705名のオーストラリア兵を中心とする将兵を詰め込んだ。ニザムに1時間半遅れてクレタ島を出発したネイピアは激しい空襲を受け、少なくとも14発の至近弾によって機関が損傷し12ノットまで速度が低下した。だが、ネイピアは対空戦闘でJu 88 1機撃墜、3機撃破を報じ、一切の人的損失なしにアレキサンドリアへ帰投を果たした。
続く2ヶ月半の間、ネイピアはポートサイドで修理を行うと共に港の司令艦、夜間の港湾防備艦として機能した。8月に修理が完了した後は第7駆逐艦戦隊旗艦として活動した。
ネイピアは夏の間包囲下にあるトブルクへの輸送任務（en:Tobruk Ferry Service）に従事し、1941年の残りの期間を地中海、紅海での船団護衛やキプロス- ハイファ間の兵員輸送任務などを行って過ごした。
11月25日、ネイピアはイタリアの船団攻撃に向かう戦艦クイーン・エリザベス、ヴァリアント、バーラムをジャーヴィス、ジャッカル、キプリング、ニザム、ホットスパーと共に護衛した。しかしバーラムはドイツの潜水艦U-331（en:German submarine U-331）が発射した魚雷によって転覆、爆沈してしまった。

### 1942年

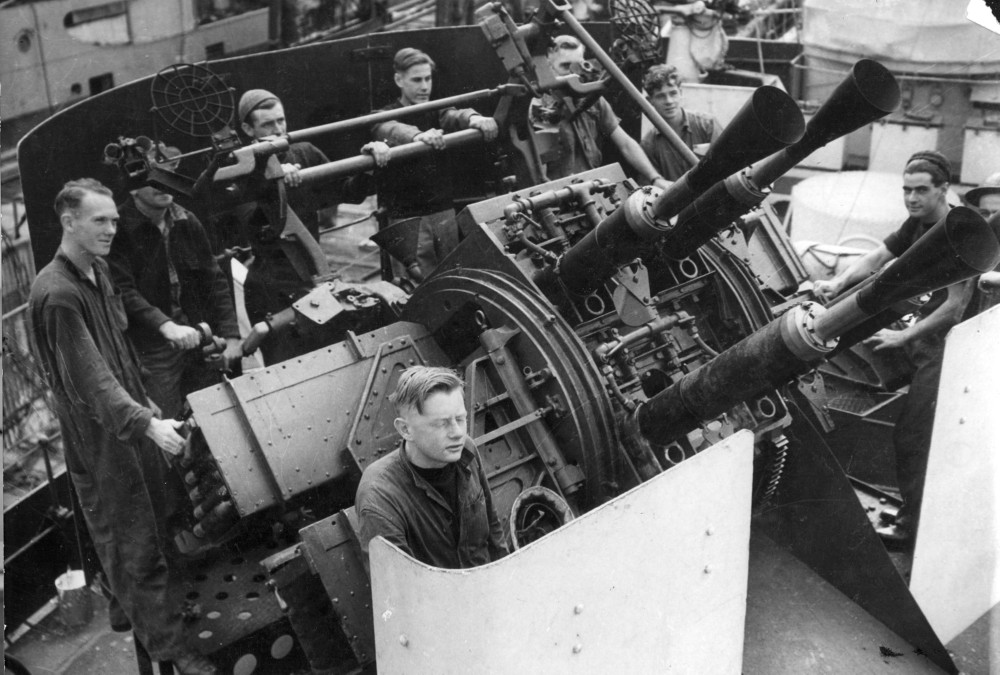
ネイピアのポンポン砲。

1942年初め、ネイピアはネスターとニザムと共に東洋艦隊に配備されることになった。ネイピアはシンガポールにハリケーン戦闘機を輸送する空母インドミタブルを護衛（オポネント作戦）して東洋艦隊で最初の任務を行った。
ネイピアは戦艦ウォースパイト、空母インドミタブル、フォーミダブル、ハーミーズ、重巡洋艦ドーセットシャー、コーンウォールといった東洋艦隊主力の護衛を行うとともに、インド洋をゆく船団の護衛も並行して行った。
6月には一時的に地中海へ戻り、物資不足に苦しむマルタ島への輸送作戦であるヴィガラス作戦に護衛艦艇の一隻として参加したが、作戦は多大な損失を出し失敗した。この作戦では姉妹艦のネスターが空襲で損傷し、ジャベリンの爆雷で処分された。
7月にインド洋に戻ったネイピアは、ウォースパイト、インドミタブル、フォーミダブルらによる日本軍に占領されたアンダマン諸島への攻撃（スタブ作戦）を護衛した。しかし8月に入り、スタブ作戦はマダガスカルの戦いへ戦力を集中するため中止となった。ネイピアはマダガスカル島での上陸作戦に投入され、マジュンガへの上陸（ストリーム作戦）、モロンダバへの牽制上陸（タンパー作戦）、タマタブ攻略作戦（ジェーン作戦）、トゥリアラ上陸（ローズ作戦）をそれぞれ支援した。11月7日には、アーリス大佐に代わってネイピアの艦長としてオーストラリア海軍のアーノルド・ホルブルック・グリーン（Arnold Holbrook Green）少佐が着任した。

### 1943年
インド洋東部とモザンビーク海峡で船団護衛と哨戒に従事した後、ネイピアは1943年3月に南アフリカを拠点として南大西洋管区（South Atlantic Station）での対潜哨戒任務に就いた。6月からは年内いっぱいをアフリカ沿岸部から中東、インド東部での哨戒と船団護衛に費やしている。

### 1944年
1944年1月に機能を回復したトリンコマリーへ移ったネイピアは、最初の3ヶ月間インド近海で活動した。3月21日、東洋艦隊駆逐艦隊司令官（Commander (D) Eastern Fleet）となっていた初代艦長ステファン・アーリス代将がネイピアに代将旗を掲げ、4月19日にスマトラ島サバンを空襲する空母イラストリアスとアメリカ海軍のサラトガ、ジェームズ・サマヴィル大将の旗艦クイーン・エリザベス、ヴァリアント、フランス海軍のリシュリューなどからなる第69部隊(Force 69)を護衛（コックピット作戦）した。5月17日にはジャワ島のスラバヤを空襲するトランサム作戦の護衛も行っている。6月4日、アーリス代将がアルバート・ローレンス・ポーランド（Albert Lawrence Poland）代将に交代。
8月から10月にかけてオーストラリア・メルボルンのウィリアムズタウン・ドック（Williamstown Dockyard）での改装の後、11月初めにジョン・プランケット - コール（John Plunkett-Cole）少佐の指揮の下で東洋艦隊に復帰したネイピアはビルマ沿岸で活動する。12月には第74インド歩兵旅団（74th Indian Infantry Brigade）を支援した。

### 1945年

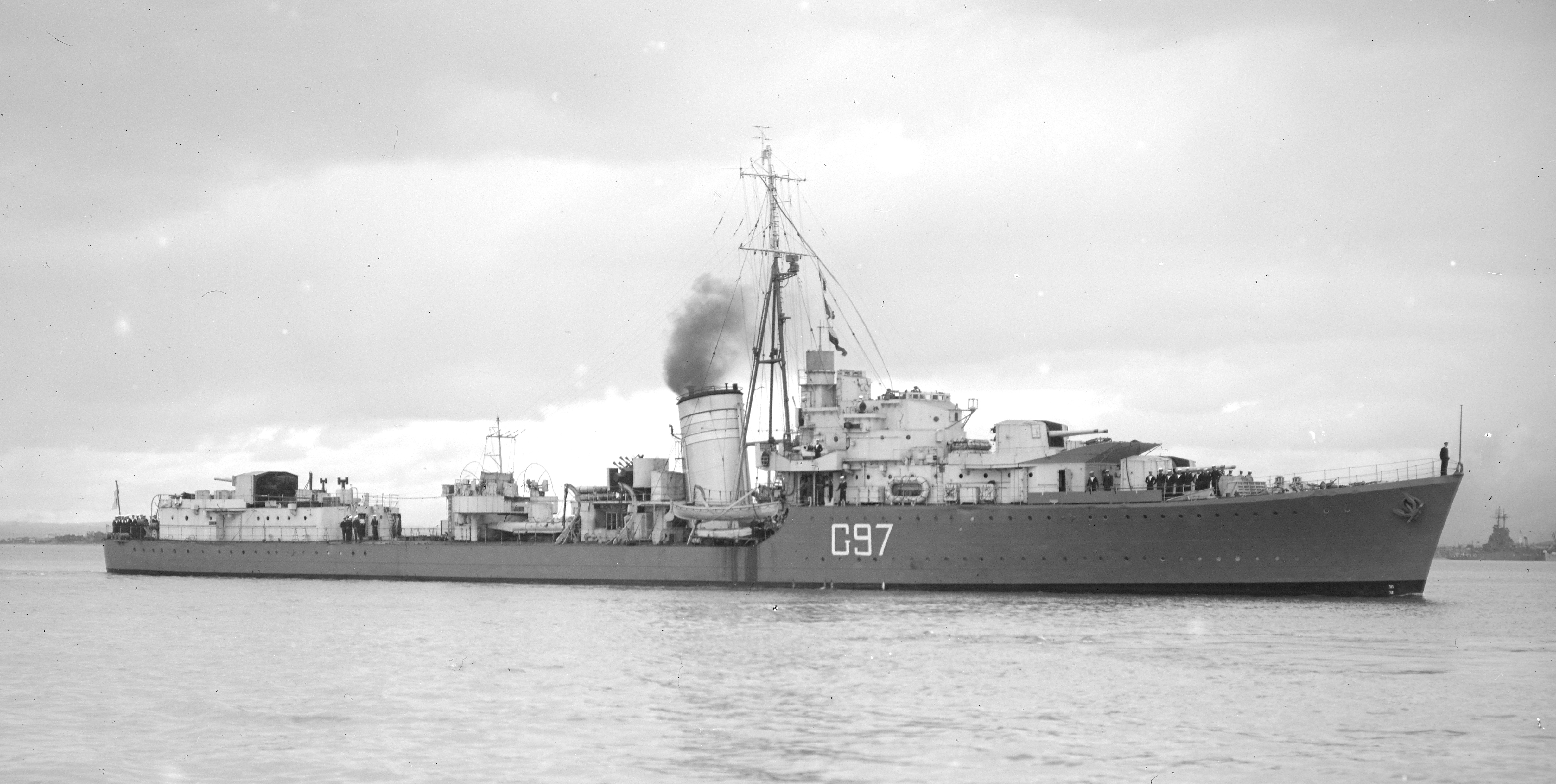
1945年5月のネイピア。

1945年1月にはアキャブへの上陸（ライトニング作戦）、ミエボンへの上陸（パンジャン作戦）、ラムリー島への上陸（マタドール作戦）を支援。1月12日には一式戦闘機1機の撃墜を報じている。
その後ネイピアはイギリス太平洋艦隊（British Pacific Fleet, BPF）へ転籍し、ペナントナンバーがG97からD13へ変更された。5月に先島諸島を空襲するアメリカ海軍第57任務部隊（Task Force 57, TF 57）の空母を護衛した（アイスバーグII作戦）。その後もネイピアは日本本土を空襲するアメリカ海軍とイギリス海軍の任務部隊の護衛を継続した。
8月30日にネイピアとニザムは東京湾へ入り、9月2日の日本の降伏文書調印式にも立ち会った 。占領軍の上陸や解放された連合軍捕虜の送還を支援した後、ネイピアは9月22日にシドニーに到着した。

### 戦後
1945年10月24日にネイピアはオーストラリア海軍から退役し、翌25日に駆逐艦クオリティと置き換えられる形でイギリス海軍に再就役した。オーストラリア海軍艦としての5年間で、ネイピアは270,000マイル以上を航海した。クオリティの乗員の手で回航されたネイピアは11月5日にデヴォンポート海軍基地へ到着し、12月12日に退役した。
1946年3月7日に予備役へ編入されたネイピアは1950年8月にポーツマスで係留され、1952年5月には再びデヴォンポートの予備役艦隊へ戻った。1953年1月にペナース（Penarth）へ曳航され現地で保管された後、1955年に廃棄リストに載ったネイピアはトーマス・W・ワード（Thos W Ward）の手で解体されるためブリティッシュ・アイアン・アンド・スチール・コーポレーション（BISCO）にスクラップとして売却された。ネイピアは曳航された後、1956年1月17日にブリトン・フェリー（Briton Ferry）の解体地へ到着した。

## 栄典
- ネイピアは生涯で6個の戦闘名誉章(Battle Honour)を受章した。

Crete 1941 ・ Libya 1941 ・ Indian Ocean 1942 – 44 ・ Burma 1944 – 45 ・  Pacific 1945 ・Okinawa 1945